# Dekanat XIX – św. Tomasza Apostoła w Sosnowcu
Dekanat św. Tomasza Apostoła w Sosnowcu – dekanat diecezji sosnowieckiej.
W skład dekanatu wchodzą: 
- parafia św. Brata Alberta w Sosnowcu - (Sosnowiec - Milowice)
- parafia św. Józefa Rzemieślnika w Sosnowcu - (Pogoń - Rudna)
- parafia św. Łukasza Ewangelisty w Sosnowcu - (Pogoń - Rudna)
- parafia Nawiedzenia Najświętszej Maryi Panny w Sosnowcu - (Pogoń - Rudna)
- parafia św. Tomasza Apostoła w Sosnowcu - (Pogoń)
- parafia Najświętszej Maryi Panny Szkaplerznej w Sosnowcu - (Sosnowiec - Milowice)